# Uruguay na Letních olympijských hrách 2000
Uruguay na Letních olympijských hrách 2000 reprezentovalo 15 sportovců (12 mužů a 3 ženy) ve 7 sportech.

## Medailisté
| Medaile | Jméno          | Sport      | Disciplína          |
| ------- | -------------- | ---------- | ------------------- |
| Stříbro | Milton Wynants | Cyklistika | Muži bodovací závod |